# Olyr Zavaschi
Olyr Zavaschi (Encantado, 14 de setembro de 1941 — Porto Alegre, 3 de junho de 2011) foi um jornalista, escritor e advogado brasileiro. Era irmão do ministro do Supremo Tribunal Federal (STF) Teori Albino Zavascki.

## Biografia
Formado em direito pela Universidade Federal do Rio Grande do Sul (UFRGS), dedicou-se durante alguns anos à atividade jurídica, mas acabou optando pelo jornalismo a partir de 1973. Tendo como hobbies as viagens e o estudo da história, conseguiu inseri-los em seus trabalhos.
Começou a carreira no Diário de Notícias, como editor de Internacional. Em 1971 começou a trabalhar em Zero Hora, tendo coberto a reeleição de Richard Nixon, o Caso Watergate e a volta do peronismo na Argentina. Sua atuação em Zero Hora seguiu ininterrupta até 2011, à exceção dos anos de 1977 e 1978, quando mudou-se para Nova Iorque acompanhando a esposa, que é psiquiatra e havia recebido uma proposta de trabalho num hospital estadunidense. Nesta época ele enviou notícias dos Estados Unidos para Zero Hora, experimentando o trabalho de correspondente estrangeiro. Voltou para Porto Alegre em 1978.
Durante cinco anos, a partir de 1984, foi o responsável pela informatização dos jornais do grupo RBS, o primeiro jornal brasileiro a ter sua redação completamente informatizada. Foi também o responsável pela fundação da Agência RBS de Notícias, em 1992.
Em 2000 foi convidado para assumir a seção diária Almanaque Gaúcho que já existia há um ano e era editada pelo jornalista Antônio Goulart. Nela, ele reuniu diariamente o seu gosto pela História—adquirido ainda na Faculdade de Direito—e a experiência jornalística. Editou a coluna até 7 de dezembro de 2010, deixando-a por questões de saúde.
Faleceu de câncer, no Hospital Moinhos de Vento, em Porto Alegre, aos 69 anos. Seu corpo foi cremado conforme o seu pedido feito aos familiares e amigos.

### Livros
- Almanaque Gaúcho, RBS Publicações.